# Тарабукин, Николай Саввич
Николай Саввич Тарабукин (1910, Эселяхский наслег, Якутская область — 14 декабря 1950, Момский район Якутии) — эвенский советский писатель и поэт, основоположник эвенской младописьменной литературы.

## Биография
Родился 26 октября 1910 года в Улахан-Чистайском наслеге на участке Эсялях Момского наслега. В 1928—1932 годах учился на рабфаке в Якутске.
В 1937 году окончил Институт народов Севера в Ленинграде. После окончания учёбы работал учителем эвенского языка в Усть-Янском районе, заведующим избой-читальней в Момском улусе.
Начал печататься в годы учёбы. Его сборники стихов «Песни тайги» (1936), «Полёт золотой девушки» (1937), изданные в Ленинграде с параллельным русским переводом, были первыми поэтическими книгами на эвенском языке. В 1936 опубликовал автобиографическую повесть «Моё детство».
В архивах Якутска хранятся неизданные произведения — сборники стихов и сказок.
1945—1947 годы — младший сотрудник Якутского филиала Академии наук, занимался сбором фольклора, писал стихи.
14 декабря 1950 года Николай Тарабукин умер от сердечного приступа, похоронен на берегу реки Камчатка на участке Эсэлях Улахан-Чистайского наслега Момского района.

## Произведения
- Песни тайги: Индигирские стихи.
- Моё детство. Повесть.
- Полёт золотой девушки: Эвенкийские стихи.
- Моя жизнь: Стихи и проза. — Магадан, 1959. — 144 с.
- Северное сияние: Стихи и проза.
- Тарабукин, Николай Саввич. Кунгарапу / Николай Тарабукин. — Магадан: Кн. изд-во, 1982. — 78 с.
- Тарабукин, Н. С. Куйарапу / Николай Тарабукин. — Л.: Детиздат, 1936. — 76,[4] c. : ил.
- Тарабукин, Николай Саввич. Мин бинив / Николай Тарабукин. — Магадан: Кн. изд-во, 1959. — 128 с.
- Тарабукин, Николай Саввич. Мэнгэн асаткан дэгэдекэн: эвэдыл икэл / Николай Тарабукин. — Л.: Гослитиздат, 1937. — 48 с.: ил.
- Тарабукин, Николай Саввич. Хиги икэлни: Индьигиир икэлни / Николай Тарабукин; В. И. Левин. — Л.: Гослитиздат, 1936.